# Cathorops multiradiatus
Cathorops multiradiatus е вид лъчеперка от семейство Ariidae. Видът не е застрашен от изчезване.

## Разпространение
Разпространен е в Гватемала, Еквадор, Колумбия, Коста Рика, Мексико, Никарагуа, Панама, Перу, Салвадор и Хондурас.